# Матіяш Богдана Валентинівна
Богдáна Матія́ш (нар. 28 січня 1982, Київ) — українська письменниця, редакторка, перекладачка, літературний критик.

## Біографія
Має старших двох сестер Софію (Раду) Матіяш і Дзвінку Матіяш.
- 1998—2004 — навчалася в Національному університеті «Києво-Могилянська академія». 2004 року закінчила магістерську програму «Філософія. Історія, теорія літератури та компаративістика». Тема магістерського диплома «Мовчання як текст: від герметичності до діалогу».
- 2004—2008 — аспірантка кафедри філології Києво-Могилянської академії.

13 серпня 2015 року одружилася із українським письменником Костянтином Москальцем.

## Творчість

### Поезія

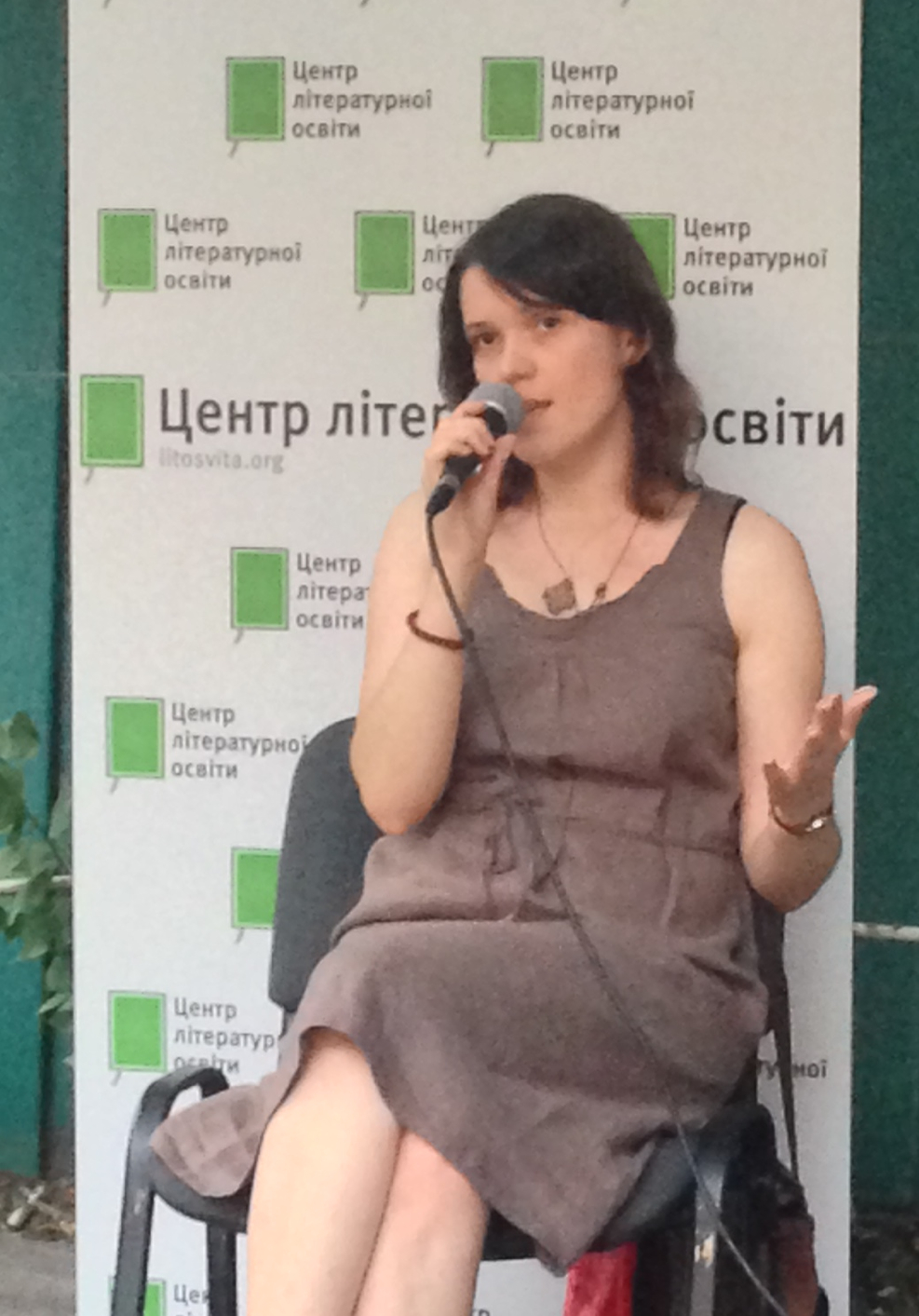
Богдана Матіяш. Лекція «Пошук власної мови. Спокій і довіра письма» в рамках літнього літературного лекторію від Центру літературної освіти (31 серпня 2015 року)

- «Непроявлені знімки» (Київ: Смолоскип, 2005)
- «розмови з Богом» (Львів: Видавництво Старого Лева, 2007)
- «Твої улюблені пси та інші звірі»[4] (Чернівці: Meridian Czernowitz, 2011, 2012)
- «розмови з Богом», видання друге, доповнене (Брустурів: Дискурсус, 2013)
- «Пісня Пісень» (Львів: Видавництво Старого Лева, 2018)

Добірка віршів «Твоя любов проста й усміхнена» увійшла в антологію «Метаморфози. Десять українських поетів останніх десяти років» (Харків: Клуб Сімейного Дозвілля, 2011).
Окремі твори перекладено на десять мов, зокрема на польську, словацьку, білоруську, англійську, німецьку, португальську, іврит, латиську, литовську та російську мови.

### Казки
«Казки Різдва: Книга перша» (Львів: Видавництво Старого Лева, 2013)
«Казки Різдва: Книга друга» (Львів: Видавництво Старого Лева, 2014)

### Проза
«Братик Біль, Сестричка Радість» (Львів: Видавництво Старого Лева, 2014)
«Братик Біль, Сестричка Радість». Друге видання (Київ: Дух і Літера, 2021)
«Коли сніг пахне мандаринками» — колективна збірка оповідань (Видавництво Старого Лева, 2021)
«Жити таїнством. Вісім розмов з митрополитом Борисом Ґудзяком» (Львів: Видавництво Старого Лева, 2023)

### Аудіокнижки
- «Розмови з Богом»[6]
- «Твої улюблені пси та інші звірі»[7]

### Упорядниця книжок
Дорога до Різдва. Оповідання українських письменників. (Львів: Свічадо, 2021)
Leopolis multiplex. (Київ: Грані-Т, 2008) (редактор і співупорядник — разом із Ігорем Балинським)

### Переклади

#### Окремими виданнями
- Анджей Стасюк. Фадо (Київ: «Грані-Т», 2009)
- Маріуш Щиґел. Ґоттленд (Київ: «Грані-Т», 2010)
- Ришард Капусцінський. Автопортрет репортера (Київ: «Темпора», 2011)
- Лешек Колаковський. Похвала неконсеквентності, або Як бути консервативно-ліберальним соціалістом (Київ: «Грані-Т», 2012)
- Войцех Боновіч. Капелюх на воді. Розповіді про отця Тішнера. (Київ: «Грані-Т», 2013)
- Ярослав Грицак — Іза Хруслінська. Розмови про Україну (Київ: Дух і Літера, 2018)
- Прощання з Веселою та інші оповідання для дітей. Антологія. — Nemce, Fame Art, 2022.

#### Вибрані публікації
- Маріуш Шиґель «Свідоцтво любові», розділ із книги «Gottland» [Архівовано 5 лютого 2009 у Wayback Machine.] («Потяг 76»)
- Альгерд Бахаревіч «Абсолютни слух» [Архівовано 7 лютого 2009 у Wayback Machine.] («Потяг 76»)
- Анджей Стасюк «Фадо», фраґмент із книги подорожніх есеїв[недоступне посилання з липня 2019] («Газета по-українськи»)

### Редагування

#### Часописи
Редагувала газету «Коментар» (жовтень 2003 — липень 2004). Редакторка видавництва та часопису «Критика».
Представниця київської редакції часопису «Український журнал» (Прага) (2006—2015).

#### Книги
- «Leopolis multiplex» (Київ: Грані-Т, 2008) (редактор і співупорядник — разом із Ігорем Балинським)
- «Єжи Ґедройць та українська еміґрація. Листування 1950—1982 років» (Київ: Критика, 2008) (співредагування з Назаром Федораком, Остапом Сливинським та Світланою Гайдук)
- Януш Шубер. «Спійманий у сіть» (Київ: Критика, 2007)
- Вольфґанґ Шивельбуш «Смаки раю. Соціяльна історія прянощів, збудників та дурманів» (Київ: Критика, 2007)
- Сергій Яковенко «Романтики, естети, ніцшеанці. Українська та польська літературна критика раннього модернізму» (Київ: Критика, 2006)
- «Зв'язокрозрив/Сувязьразрыў. Антологія сучасної української та білоруської поезії» (Київ: Критика, 2006)
- Сергій Жадан «Біґ Мак2» (Київ: Критика, 2006)
- Педрик Кені «Карнавал революції. Центральна Европа 1989 року» (Київ: Критика, 2006) (співредагування з Вадимом Дивничем)
- Василь Махно «Парк культури та відпочинку імені Ґертруди Стайн. Есеї, інтерв'ю» (Київ: Критика, 2006)
- Тимофій Гаврилів «Текст між культурами. Перекладознавчі студії» (Київ: Критика, 2005) (співредагування з Андрієм Мокроусовим)
- Тамара Гундорова «Постчорнобильська бібліотека: український літературний постмодерн» (Київ: Критика, 2005)
- «Контакт із Заходом. Сім німецьких історій» (Київ: Критика, 2004)
- Пйотр Вандич «Ціна свободи. Історія Центрально-Східної Европи від середньовіччя до сьогодення» (Київ: Критика, 2004)
- Ярослав Грицак «Страсті за націоналізмом» (Київ: Критика, 2004)
- Дзвінка Матіяш «Роман про батьківщину» (Київ: Факт, 2006)
- Дзвінка Матіяш «Реквієм для листопаду» (Київ: Факт, 2005)

### Літературна критика
На низку написаних і надрукованих текстів можна натрапити в часописах «Критика», «Сучасність», «Кальміус», «Київська Русь», «Український журнал», «Дзеркало тижня», «Четвер», «Кур'єр Кривбасу», «Коментар», «Література плюс» тощо.

## Громадська позиція
У липні 2018 року підтримала відкритий лист українських діячів культури до ув'язненого у Росії українського режисера Олега Сенцова

## Премії, нагороди
- Фіналістка Премії Шевельова (2014), книжка «Братик Біль, Сестричка Радість».
- Премія «Літакцент року — 2014» в номінації Проза за книжку «Братик Біль, Сестричка Радість».
- Почесна відзнака «Заслужений для Польської Культури» (2014)
- нагорода Союзу Українок Америки та Фундації Лесі та Петра Ковалевих за збірку «розмови з Богом» (2010). На думку багатьох членів конкурсної комісії, «поетичні твори Богдани Матіяш привернули увагу критики та читацької публіки якимось особливим поетичним голосом, який переборює внутрішню екзистенцію, глибоко закорінюючись у поетичну форму вірша-розповіді з тонкими деталями внутрішнього та зовнішнього світів».
- премія Романа Струця за найкраще магістерське дослідження (2004)
- лауреат видавництва «Смолоскип» (2004)